# Barbil
Barbil là một thành phố và khu đô thị của quận Kendujhar thuộc bang Orissa, Ấn Độ.

## Nhân khẩu
Theo điều tra dân số năm 2001 của Ấn Độ, Barbil có dân số 52.586 người. Phái nam chiếm 53% tổng số dân và phái nữ chiếm 47%. Barbil có tỷ lệ 56% biết đọc biết viết, thấp hơn tỷ lệ trung bình toàn quốc là 59,5%: tỷ lệ cho phái nam là 65%, và tỷ lệ cho phái nữ là 46%. Tại Barbil, 16% dân số nhỏ hơn 6 tuổi.